# Hypersthène

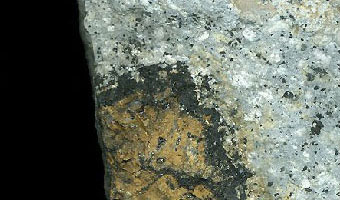
Un échantillon d'hypersthène

L'hypersthène est un inosilicate commun dans les roches appartenant au groupe des orthopyroxènes (pyroxènes orthorhombiques). De nombreuses références ont formellement abandonné ce terme, préférant catégoriser ce minéral parmi les enstatites ou ferrosilites, alors qu'il se situe entre les deux. L'enstatite pure ne contient pas de fer tandis que la ferrosilite pure ne contient pas de magnésium. Sa formule chimique est (Mg,Fe)SiO3. On le trouve dans les roches magmatiques ou métamorphiques aussi bien que dans les météorites de fer et pierreuses.
Les cristaux bien distincts sont rares, le minéral étant habituellement trouvé folié, mélangé dans les roches magmatiques norite et hypersthène-andésite, dont il forme un composant essentiel. La labradorite grenue de l'île Saint-Paul dans le Labrador a fourni le matériel le plus typique et c'est pour cette raison que le minéral est également connu sous le nom de hornblende du Labrador ou paulite.
Sa couleur est souvent grise ou verte et son éclat est généralement vitreux ou perlé. Son polychroïsme est fort, sa dureté se situe entre 5 et 6 sur l'échelle de Mohs et sa gravité spécifique entre 3,4 et 3,9. Sur certaines surfaces, il montre un éclat rouge-cuivre métallique brillant de la même origine que la bronzite mais plus prononcé. Comme cette dernière, il est parfois découpé et poli en gemme.
Son nom provient du grec ancien et signifie « très puissant ». C'est en allusion à sa dureté supérieure à l'amphibole hornblende avec lequel il est souvent confondu.

## Source
- (en) « Hypersthène », dans Encyclopædia Britannica [détail de l’édition], 1911 (lire sur Wikisource).

- (en) Cet article est partiellement ou en totalité issu de l’article de Wikipédia en anglais intitulé « Hypersthen » (voir la liste des auteurs).